# 283

283(이백팔십삼)은 282보다 크고 284보다 작은 자연수다.

## 수학
- 61번째 소수(素數)다. 앞의 소수는 쌍둥이 소수인 281, 다음 소수는 293이다.
  - 18번째 슈퍼 소수로, 283의 소수 순번인 61도 소수다. 앞의 슈퍼 소수는 277, 다음은 331이다.
  - 베르누이 수의 분자 {\displaystyle B_{20}}을 나눌 수 있는 비정규 소수다.
- {\displaystyle 44^{3}-1}은 283으로 나누어떨어진다.

## 과학
- NGC 283(영어판): 고래자리 방향에 있는 나선은하.

## 교통

### 철도
- 서일본 여객철도 283계 전동차(일본어판)
- 홋카이도 여객철도 키하283계 동차

### 도로
- 국도 제283호선
  - 일본 283번 국도(일본어판): 이와테현 가마이시시에서 하나마키시까지 이어지는 일본의 국도.
  - 미국 283번 국도(영어판): 텍사스주 브래디에서 네브래스카주 렉싱턴까지 이어지는 미국의 국도.
- 기타 도로
  - 현도 제283호선

## 군사
- U-283(영어판): 제2차 세계 대전에 사용된 나치 독일의 군용 잠수함.

## 문화유산
- 대한민국의 국보 제283호: 통감속편
- 대한민국의 보물 제283호: 금보
- 대한민국의 사적 제283호: 서울 중앙고등학교 동관

## 방송
- LG헬로비전의 BTN 불교TV 채널 번호.

## 기타
- 연도: 283년, 기원전 283년
- ‘날개’를 뜻하는 일본어 단어 ‘츠바사(つばさ)’의 숫자 고로아와세. 283 프로덕션도 여기서 유래했다.